# João Correia
João Correia (ur. 19 sierpnia 1979 w Lizbonie) – portugalski rugbysta grający na pozycji młynarza, wielokrotny zdobywca mistrzostwa, Pucharu i Superpucharu Portugalii, reprezentant kraju, uczestnik Pucharu Świata w 2007 roku.
Grać w rugby zaczął w wieku ośmiu lat, jednak z powodu braku lokalnego klubu powrócił do tej dyscypliny mając lat osiemnaście. Podczas kariery sportowej związany był z klubami Grupo Desportivo Direito oraz Rugby Club Lisboa i Lusitanos XV, z którymi występował również w europejskich pucharach.
W reprezentacji Portugalii, której był również kapitanem występował w latach 2003–2014 i rozegrał w jej barwach łącznie 80 spotkań zdobywając 20 punktów. W 2007 roku został powołany na Puchar Świata, na którym wystąpił we wszystkich czterech meczach swojej drużyny.
Z wykształcenia jest higienistą, podjął się następnie studiów medycznych na Uniwersytecie Lizbońskim.